# Reflexões Sobre a Verdadeira Estimativa das Forças Vivas
Reflexões Sobre a Verdadeira Estimativa das Forças Vivas (em alemão:  Gedanken von der wahren Schätzung der lebendigen Kräfte) é o primeiro trabalho publicado de Immanuel Kant.
Escrito em 1744-46 e publicado em 1747, refletia a posição de Kant como um dualista metafísico da época. Nele, ele argumenta contra a visão vis motrix ("força em movimento") apoiada por Christian Wolff e outros racionalistas alemães pós-leibnizianos que propuseram que os corpos não têm força essencial e afirmaram que, em vez disso, a existência de uma força essencial pode ser provada por argumentos metafísicos. Kant criticou os seguidores de Leibniz por olharem "não além do que os sentidos ensinam" e manteve-se próximo ao ponto de vista vis activa ("força ativa" original de Leibniz ("força ativa"; também conhecido como vis viva, "força viva").